# 하종오
하종오(河鍾吾, 1954년~ )는 대한민국 시인이다.
1954년 8월 22일 경상북도 의성에서 태어났으며, 1975년 ‘현대문학’에 〈사미인곡(思美人曲)〉등이 추천되어 등단했다. 1980년 ‘반시(反詩)’ 동인으로 참가했다. 1981년 첫 시집 《벼는 벼끼리 피는 피끼리》를 펴낸 이후 20여권의 시집, 동화집 등을 냈다. 1983년 시집 《넋이야 넋이로다》로 제2회 신동엽창작기금을 받고, 2006년 제1회 불교문예작품상을 받았다.
2004년 《반대쪽 천국》을 펴내면서 이주민 문제를 화두로 삼고, 이주노동자와 다문화 가정이 증가하고 있는 사회 변화를 반영해 이주노동자들의 삶의 모습을 포괄한 시편들을 선보이고 있다.
2009년 《입국자들》에서 다양한 각도에서 이주민들을 바라본 시를 선보였다.

## 작품

### 시집
- 《벼는 벼끼리 피는 피끼리》 1981년 (창비)
- 《사월에서 오월로》 1984년 (창비)
- 《넋이야 넋이로다》 1986년 (창비)
- 《분단동이 아비들하고 통일동이 아들들하고》 1986년 (실천문학사)
- 《꽃들은 우리를 봐서 핀다》 1989년 (푸른숲)
- 《젖은새한마리》 1990년 (푸른숲) -하종오대표시선집
- 《정》, 《깨끗한 그리움》, 《님시편(詩篇)》 1994년
- 《쥐똥나무 울타리》 1995년 (문학동네)
- 《사물의 운명》 1997년
- 《님》 1999년 (문학동네)
- 《무언가 찾아올 적엔》 2003년 (창비)
- 《반대쪽천국》 2004년 (문학동네)
- 《지옥처럼 낯선》 2006년 (랜덤하우스코리아)
- 《국경없는공장》 2007년 (삶이보이는창)
- 《아시아계한국인들》 2007년 (삶이보이는창)
- 《베드타운》 2008년 (창비)
- 《입국자들》 2009년 (산지니)
- 《제국》 2011년 (문학동네)
- 《남북상징어사전》 2011년 (실천문학사)

### 시극집
- 《어미와참꽃》1989년 (황토)

### 동화
- 《도요새》1999년 (문학동네) -어른을 위한 동화
- 《누가 아기 석가모니로 태어났을까》 2000년 (문학동네) -불경그림동화, 최달수 그림
- 《미래에 오는 미륵불》 2000년 (문학동네) -불경그림동화
- 《하늘 무인도》 2002년 (다리미디어) -동화에세이